# Placówka Straży Celnej „Jamielnik”

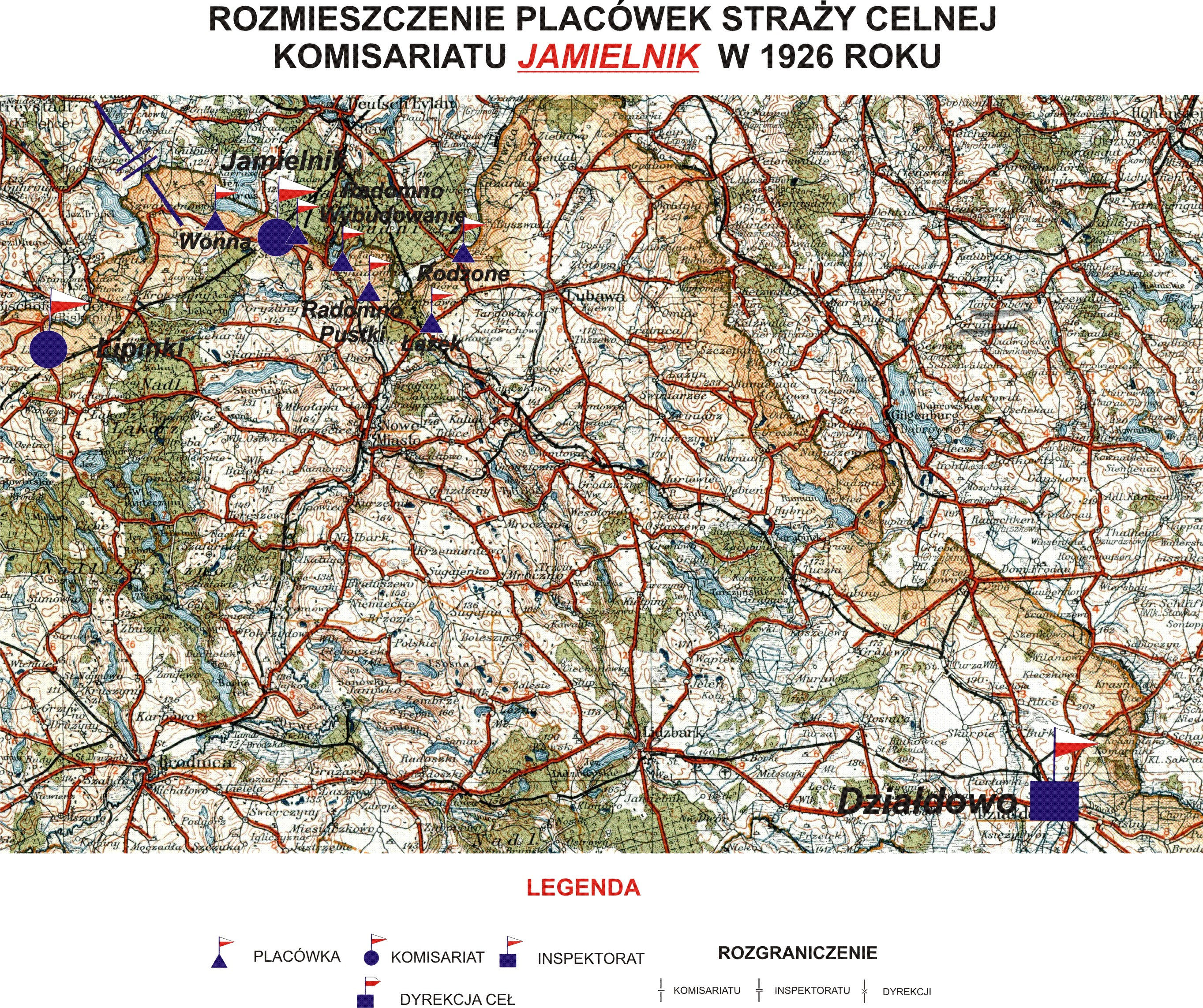
Rozmieszczenie placówek SC komisariatu "Jamielnik" w 1926 r.

Placówka Straży Celnej „Jamielnik” – jednostka organizacyjna Straży Celnej pełniąca w okresie międzywojennym służbę ochronną na granicy polsko-niemieckiej.

## Formowanie i zmiany organizacyjne
Na wniosek Ministerstwa Skarbu, uchwałą z 10 marca 1920 roku, powołano do życia Straż Celną. Jednostki Straży Celnej rozpoczęły przejmowanie odcinków granicy od pododdziałów Batalionów Celnych. W 1921 roku w Radomnie stacjonował sztab 1 kompanii 13 batalionu celnego. Kompania wystawiała między innymi placówkę w Jamielniku. Proces tworzenia Straży Celnej trwał do końca 1922 roku. Placówka Straży Celnej „Jamielnik” weszła w podporządkowanie komisariatu Straży Celnej „Jamielnik” z Inspektoratu SC „Działdowo”.
W drugiej połowie 1927 roku przystąpiono do gruntownej reorganizacji Straży Celnej. W praktyce skutkowało to rozwiązaniem tej formacji granicznej. Ochronę północnej, zachodniej i południowej granicy państwa przejęła powołana z dniem 2 kwietnia 1928 roku Straż Graniczna.
Rozkazem nr 1 z 12 marca 1928 roku w sprawach organizacji Mazowieckiego Inspektoratu Okręgowego Naczelny Inspektor Straży Celnej gen. bryg. Stefan Pasławski określił strukturę organizacyjną komisariatu SG „Krotoszyny”. Placówka Straży Granicznej I linii „Jamielnik” znalazła się w jego strukturze.

## Służba graniczna
Sąsiednie placówki
- placówka Straży Celnej „Radomno Pustki” ⇔ placówka Straży Celnej „Wonna” – 1926[9]

## Funkcjonariusze placówki
Kierownicy placówki
| stopień    | imię i nazwisko, numer | okres pełnienia służby | kolejne stanowisko |
| ---------- | ---------------------- | ---------------------- | ------------------ |
| przodownik | Ludwik Glanc (826)     | był w 1926             |                    |

Obsada personalna placówki w 1926:
- przodownik Ludwik Glanc (826)
- strażnik Franciszek Andrzejewski (2326)
- strażnik Bronisław Walter (3106)
- strażnik Bolesław Orzechowski (3017)
- strażnik Władysław Orłowski (3018)
- strażnik Józef Lis (2977)
- strażnik Ignacy Caliński (2897)
- strażnik Józef Szymaniak (2732)
- strażnik Bernard Blank (2350)
- strażnik  Władysław Baumgart (2343)
- strażnik Jan Wolny (2775)
- strażnik Andrzej Napierała (3201)